# اليوم العالمي للضمير
اليوم العالمي للضمير هو يوم عالمي للتوعية و يتم الاحتفال به في 5 أبريل ، تخليداً لذكرى أهمية الضمير البشري. تأسس هذا اليوم من قبل الجمعية العامة للأمم المتحدة في 25 يوليو 2019 وبتبني قرار الأمم المتحدة 73/329 . تم الاحتفال باليوم الدولي الأول للضمير في 5 أبريل 2020.